# Thylacinus
Thylacinus — рід вимерлих м'ясоїдних сумчастих ссавців родини тилацинових (Thylacinidae). Останній член роду, тилацин (Thylacinus cynocephalus) помер у 1936 році інші види жили з пізнього олігоцену до пізнього міоцену.

## Систематика
- Рід Thylacinus
  - Вид Thylacinus cynocephalus
  - Вид Thylacinus macknessi
  - Вид Thylacinus megiriani
  - Вид Thylacinus potens
  - Вид Thylacinus yorkellus